# 贾斯帕 (佛罗里达州)
贾斯帕（英語：Jasper）是美国佛罗里达州漢彌爾頓郡下属的一座城市。建立于1858年。面积约为5.1平方公里（约合2平方英里）。根据2020年美國人口普查，该市有人口3,621人。论人口在本州排行第167。